# Karol Jerzy Lebrecht
Karl Georg Lebrecht (ur. 15 sierpnia 1730 w Köthen, zm. 17 października 1789 w Zemunie) – książę Anhalt-Köthen z dynastii askańskiej (jego władztwo było częścią Świętego Cesarstwa Rzymskiego Narodu Niemieckiego); generalleutnant armii pruskiej oraz feldmarschalleutnant armii cesarskiej.
Był synem księcia Anhalt-Köthen Augusta Ludwika i jego drugiej żony księżnej Krystyny Joanny Emilii. Karol Jerzy Lebrecht na tron wstąpił po śmierci ojca 6 sierpnia 1755. Został odznaczony Orderem Orła Białego i Orderem Orła Czarnego.
26 lipca 1763 w Glücksburgu poślubił księżniczkę Schleswig-Holstein-Sonderburg-Glücksburg Ludwikę Szarlottę. Para miała sześcioro dzieci:
- księżniczkę Karolinę Ludwikę (1767-1768)
- Augusta Chrystiana Fryderyka (1769-1812), kolejnego księcia Anhalt-Köthen
- księcia Karola Wilhelma (1771-1793)
- księżniczkę Ludwikę Fryderykę (1772-1775)
- księcia Ludwika (1778-1802)
- księżniczkę Fryderykę Wilhelminę (1781-1782)